# Edith Ruiz
Edith Ruiz Aguilar (Puerto Aysén, 1935) es una escritora chilena miembro de la Sociedad de Escritores de Chile y del grupo literario Los Inútiles. Está casada con Miguel Gala, médico cubano radicado en Chile.

## Trayectoria
Entre sus obras están:
- Cuentos de la Patagonia (2004)
- Este decir se dice en la Patagonia (2005)

En 2004 trabajó como monitora en el taller literario de la Biblioteca Municipal Santiago Benadava de Rancagua.
- Datos: Q5818575